# Múli
Múli (dánul: Mule) település Feröer Borðoy nevű szigetén. Közigazgatásilag Hvannasund községhez tartozik.

## Földrajz
A keleti fekvésű falu a sziget északkeleti csúcsán fekszik, és annak legészakibb települése. A Múlin és a Knúkur hegyek közötti völgy alján helyezkedik el. A tenger felől viszonylag könnyen megközelíthető, mivel a part viszonylag lankás. Összesen három lakóház található itt.

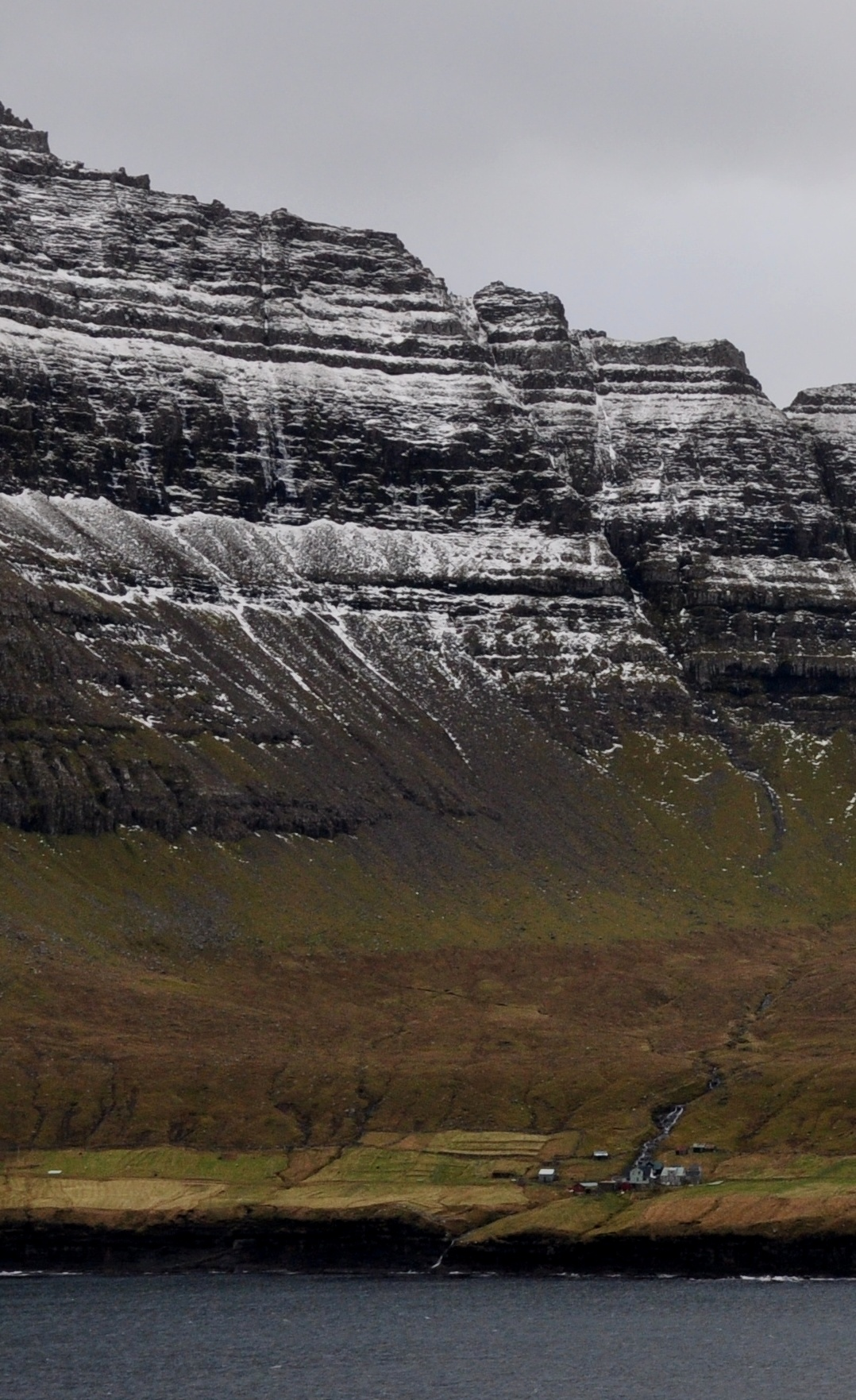
Múli csaknem teljesen függőleges sziklák lábánál terül el

## Történelem
Első írásos említése az 1350-1400 között írt Kutyalevélben található. A 18. században itt élt Guttormur í Múla, akinek a mondák varázserőt tulajdonítottak. Egy 1866-ban épült házat 1959-ben szétbontottak, és Dániába szállítottak, ahol a Kongens Lyngbyben található Frilandsmuseet szabadtéri múzeumban állították fel. Múliba 1970-ben vezették be az áramot, utolsóként Feröer települései közül.

## Népesség
Jóllehet a településen vannak regisztrált lakosok, gyakorlatilag 2002 óta elhagyottnak tekinthető. A házakat ma nyaralónak használják.
| Év          | Lakosság |
| ----------- | -------- |
| 1986.01.01. | 8        |
| 1991.01.01. | 6        |
| 1996.01.01. | 6        |
| 2001.01.01. | 4        |
| 2006.01.01. | 3        |

## Gazdaság
A falu legelőit és kaszálóit ma is művelik, juhokat legeltetnek és szénát kaszálnak rajtuk.

## Közlekedés
Múli zsákfalu: csak déli irányból, Norðdepil felől közelíthető meg. Autóbusz-közlekedése nincsen.